# Бакланово (деревня, Кичменгско-Городецкий район)
Бакланово — деревня в Кичменгско-Городецком районе Вологодской области.
Входит в состав Городецкого сельского поселения (с 1 января 2006 года по 1 апреля 2013 года входила в Сараевское сельское поселение), с точки зрения административно-территориального деления — в Сараевский сельсовет.

## Название
Название восходит к древнерусскому мужскому личному имени Баклан, активному в нашем крае в XV – XVII вв. В местных источниках XVI в. упоминаются Бакланко Мартынов (Шум., 154), слуга Иван Баклан (Сб. XVI в., л. 139) и другие. Нарицательное существительное баклан, от которого образовалось личное имя, заимствовано севернорусскими говорами из тюркских языков: в тюрк, baglan – 'дикий гусь', 'большого роста, толстый, крупный человек' (Баскаков, 121). В русских говорах это слово приобрело значения 'обрубок, чурка', 'большая голова', 'головастый человек, голован' (Д, I, 40). Последние значения могли лечь в основу прозвища.

## История
Ранее деревня Бакланово относилась к Бобровско-Захаровской волости Никольского уезда Вологодской губернии и входила в состав Сараевского Троицкого прихода

## География
Расстояние до районного центра Кичменгского Городка по автодороге составляет 46 км. Ближайшие населённые пункты — Сивцево, Бакланово, Баклановская Мельница.

## Население
По данным Клировой ведомости. Никольского уезда. Церковь: Троицкая Сараевская. в 1880 г. в д.Бакланово числится 116 душ (из них 59 муж., 57 жен.)
По данным переписи в 2012 году постоянного населения 14 чел..